# Salvizinet
Salvizinet és un municipi francès situat al departament del Loira i a la regió d'Alvèrnia-Roine-Alps. L'any 2007 tenia 624 habitants.

## Demografia

### Població
El 2007 la població de fet de Salvizinet era de 624 persones. Hi havia 218 famílies de les quals 24 eren unipersonals (12 homes vivint sols i 12 dones vivint soles), 73 parelles sense fills, 109 parelles amb fills i 12 famílies monoparentals amb fills.
La població ha evolucionat segons el següent gràfic:
Habitants censats

### Habitatges
El 2007 hi havia 258 habitatges, 219 eren l'habitatge principal de la família, 28 eren segones residències i 11 estaven desocupats. 247 eren cases i 10 eren apartaments. Dels 219 habitatges principals, 183 estaven ocupats pels seus propietaris, 33 estaven llogats i ocupats pels llogaters i 2 estaven cedits a títol gratuït; 7 tenien dues cambres, 16 en tenien tres, 54 en tenien quatre i 142 en tenien cinc o més. 178 habitatges disposaven pel capbaix d'una plaça de pàrquing. A 80 habitatges hi havia un automòbil i a 131 n'hi havia dos o més.

### Piràmide de població
La piràmide de població per edats i sexe el 2009 era:
| Homes | Edats   | Dones |
| ----- | ------- | ----- |
| 0     | 95 o +  | 0     |
| 0     | 90 a 94 | 8     |
| 4     | 85 a 89 | 0     |
| 0     | 80 a 84 | 0     |
| 12    | 75 a 79 | 12    |
| 8     | 70 a 74 | 12    |
| 8     | 65 a 69 | 12    |
| 12    | 60 a 64 | 0     |
| 12    | 55 a 59 | 8     |
| 20    | 50 a 54 | 28    |
| 16    | 45 a 49 | 12    |
| 24    | 40 a 44 | 24    |
| 20    | 35 a 39 | 16    |
| 12    | 30 a 34 | 16    |
| 4     | 25 a 29 | 12    |
| 16    | 20 a 24 | 4     |
| 8     | 15 a 19 | 24    |
| 28    | 10 a 14 | 8     |
| 16    | 5 a 9   | 24    |
| 16    | 0 a 4   | 4     |

## Economia
El 2007 la població en edat de treballar era de 397 persones, 308 eren actives i 89 eren inactives. De les 308 persones actives 289 estaven ocupades (157 homes i 132 dones) i 19 estaven aturades (5 homes i 14 dones). De les 89 persones inactives 31 estaven jubilades, 35 estaven estudiant i 23 estaven classificades com a «altres inactius».

### Ingressos
El 2009 a Salvizinet hi havia 223 unitats fiscals que integraven 631 persones, la mediana anual d'ingressos fiscals per persona era de 20.405 €.

### Activitats econòmiques
Dels 17 establiments que hi havia el 2007, 1 era d'una empresa de fabricació d'altres productes industrials, 3 d'empreses de construcció, 3 d'empreses de comerç i reparació d'automòbils, 2 d'empreses d'hostatgeria i restauració, 1 d'una empresa d'informació i comunicació, 2 d'empreses immobiliàries, 2 d'empreses de serveis i 3 d'entitats de l'administració pública.
Dels 6 establiments de servei als particulars que hi havia el 2009, 1 era un taller de reparació d'automòbils i de material agrícola, 1 guixaire pintor, 1 lampisteria, 1 electricista i 2 restaurants.
L'any 2000 a Salvizinet hi havia 22 explotacions agrícoles que ocupaven un total de 559 hectàrees.

## Poblacions més properes
El següent diagrama mostra les poblacions més properes.